# Iron Angel
Iron Angel war eine 1980 in Hamburg gegründete Heavy-Metal-Band.

## Geschichte
Die Band gründete sich 1980 im Zuge der New Wave of British Heavy Metal unter dem Namen Metal Gods. Recht erfolglos spielte die Band eine Reihe von Konzerten, bis sie sich schließlich 1983 in Iron Angel umbenannte. Der Name stammt aus einem Fantasy-Buch.
Die Umbenennung fand gleichzeitig mit dem Einzug des Speed und Power Metals in Deutschland statt. Von einigen wurde Iron Angel tatsächlich als erste Speed-Metal-Band Deutschlands gesehen. 1984 veröffentlichte die Band drei Demoaufnahmen, die schließlich zu einem Plattenvertrag mit Steamhammer Records führten. Dort veröffentlichte Iron Angel 1985 ihr Debütalbum Hellish Crossfire. Im Anschluss ging die Band mit King Diamond auf Tour.
Winds of War, der 1986 veröffentlichte Nachfolger, war etwas softer als das Debütalbum. Auf dem Album spielte Jürgen R. Blackmore, der Sohn von Gitarrenlegende Ritchie Blackmore zwei Solos ein. Im Anschluss kam es zu musikalischen Differenzen. Peter Wittke, Dirk Schröder und Mike Matthes wollten zurück zu den Wurzeln, während die übrigen Mitglieder stärker in Richtung Glam Metal/Hard Rock im Stile von Ratt und den Scorpions gehen.

## Wiedervereinigung
1997 startete die Band ein Comeback. Während den Arbeiten am Comeback-Album The Rebirth verstarb jedoch überraschend Peter Wittke am 21. September 2000 bei einem Autounfall. 2004 erschienen die Live-Alben The Tapes und Rush for Power auf einer kleinen Plattenfirma, jedoch ohne liegitimen Plattenvertrag. Es handelte sich um Bootlegs einer kleinen Plattenfirma aus Belgien. Iron Angel gingen jedoch nie gerichtlich dagegen vor.
Die Band Iron Angel, die mittlerweile nur noch aus Dirk Schröder und Mike Matthes bestand, veröffentlichte im Mai 2007 die Eigenproduktion Back from Hell.
Im September 2014 startete Iron Angel einen erneuten Anlauf. Ab Mai 2015 war die Band wieder live auf europäischen Festivals zu sehen. Im August 2015 absolvierte Iron Angel eine zweiwöchige Südamerika-Tour. Diverse Live-Videos sind im Netz zu finden. 2017 konzentrierte sich die Band auf  das Songwriting und die Produktion des dritten Albums Hellbound, das im Mai 2018 über Mighty Music/Target Group veröffentlicht wurde.
2020 folgte das vierte Album Emerald Eyes, erneut über Mighty Music.
Im Mai 2023 verkündete die Band, nicht länger aktiv zu sein. Sänger Dirk Schröder verstarb 2025 im Alter von 58 Jahren.

## Diskografie

### Demos
- 1984: Demo III ‘84
- 1984: Power Metal Attack
- 1984: Legions of Evil
- 1985: Live
- 2007: Back from Hell

### Alben
- 1985: Hellish Crossfire (Steamhammer)
- 1986: Winds of War (Steamhammer)
- 2018: Hellbound (Mighty Music)
- 2020: Emerald Eyes (Mighty Music)

### Kompilationen und Livealben
- 2004: Black Edition (Boxset)
- 2004: The Tapes (Eigenproduktion)
- 2004: Rush of Power (Eigenproduktion)
- 2013: Live in Bochum (Hammerheart Records)
- 2016: Legions of Evil (High Roller Records)
- 2016: Live in Santiago de Chile (DVD)